# خسرو قاسم
خسرو قاسم اسلام‌شناس هندی و استاد دانشگاه علیگر است. از وی بیش از صد کتاب اعم از تصحیح، تحقیق و تألیف به زبان اردو، انگلیسی و عربی در بیان فضایل اهل بیت منتشر شده‌است. او برای آثارش در حوزه اسلام‌شناسی برگزیده جشنواره فارابی شد.